# IZY (列車)

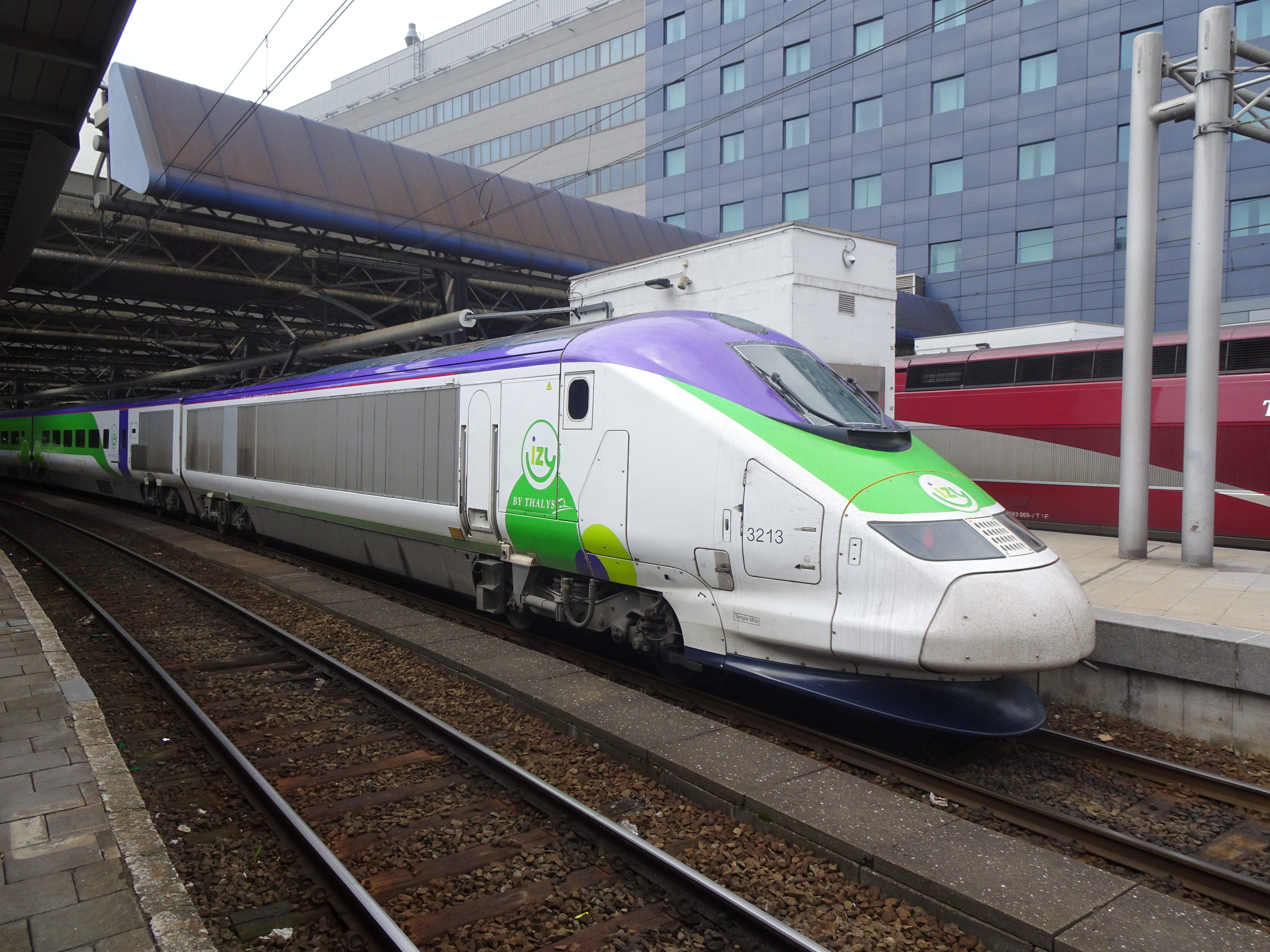
元ユーロスター用TMST3213編成

IZY（イージー）は、2016年4月よりフランス・パリとベルギー・ブリュッセル間を運行する、廉価版TGVの国際列車名およびサービス、ブランドである。
名称は英語のeasyをフランス語読みでもじったもので、既存のTGVから独立した、仏：タリス・アンテルナシオナル（Thalys International） の子会社として運営される。

## 概要
既にフランス国鉄が設立した子会社を通じて行っている廉価版国内線TGVであるOuigoをベースに国際線TGVでも同様のサービスを目指すべく、
また、国際都市間高速バスであるユーロラインズやメガバス、フランス発祥の自家用車の相乗りサービス（ライドシェアリング）であるブラブラカー(英語版)が急速に市場を拡大しているための対応策として、
タリス社がフランス国鉄保有のTGV車両をリースで調達した専用編成を運行することで同様の廉価サービスを目指すに至った。両都市間は1日最大3往復程度が設定される。
同社は「イージー」の導入により、乗客数が10％増加すると見込む。同社は2015年11月のパリ同時多発テロの発生以降、乗客数が落ち込んでおり、同年の売上高は前年比1.7％減の4億8,700万ユーロだった。

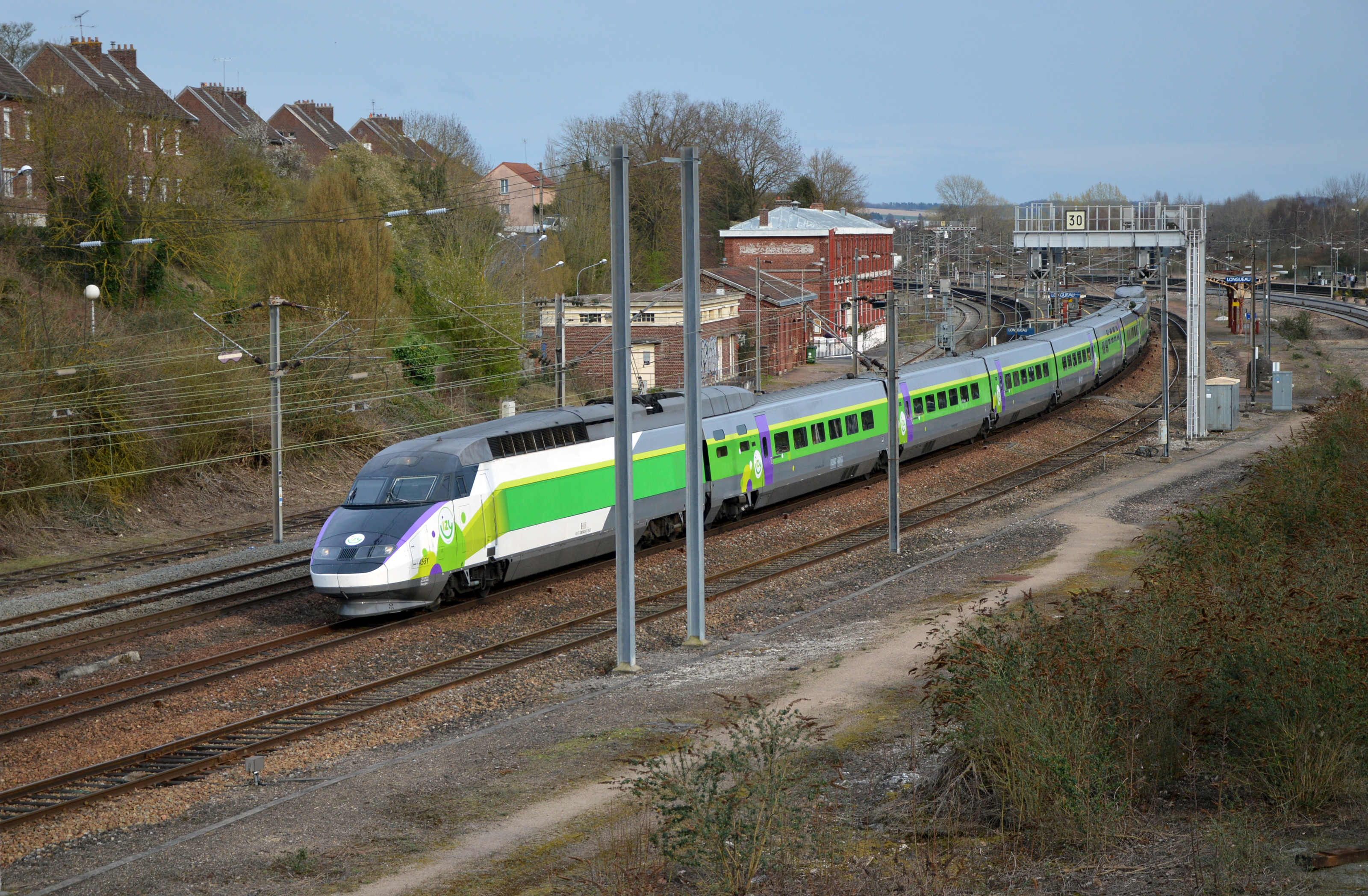
運行中のIZY（元タリス編成）

## サービス
既に広まっているライアンエアーやイージージェットなどのLCCのサービスをベースに以下の通りとなる。
公式FAQより要約
- 予約は専用ホームページならびに専用アプリのみで、既存のタリスの窓口や予約サイトとは連携しておらず、また券売機は設置しない。
- 乗車駅出発時刻の1時間前までに乗車券を購入しなければならない。
- 乗車券は旅行4日前以降にEメール形式で配信され、自宅でプリントアウトするか、スマホアプリの場合はQRコードで出来たeチケットを画面に表示させ、検札時に提示する。
- 持ち込み手荷物は35cm×55cm×25cm・32kg以内と小型バッグで27cm×36cm×15cm・10kg以内の計2個までは無料だが、この規定を超過する場合は別途手荷物料金が加算される。
- 両都市間の所要時間は2時間8～30分で、同区間のタリス定期列車は1時間22分程度であるが、これはパリ-アラス間においてLGV北線ではなく在来線を経由するためである。これにより、RFFの後身であるSNCF Réseauへの線路使用料を抑制している。
- LCC同様に機材繰りや運行・接客をより少人数で行い、人件費を抑制している。
- 改札は出発時刻30分前より開始し、10分前に締め切られる。
- スタンダードクラスとより快適な、スタンダードXLクラスの2等級
- タリスにあるWi-fiはない。
- 車内バーは営業しない
- スタンダードXLクラスは座席ごとの電源を設けているが、スタンダードクラスは1つのタップを2席で共有する形になる
- 電話やEメールでのカスタマーサービスは行わず、すべて自社サイトのフォームで受け付ける。[3]
- 車内販売はない。
- 座席指定はできない。

## 運賃・追加料金
- 2ヶ月前から発売する事前予約で19ユーロから（タリスは２ヶ月前までの事前予約で41～52ユーロ[4]）
- 当日運賃は59ユーロ。（タリスは99ユーロ）
- 12歳未満の小児は10ユーロ。
- 折りたたみ式の補助席で15ユーロ。（25席限定）
- 着席保証なしの席で10ユーロ。（10席限定。空席があれば乗務員の案内で着席可だが、4号車に残っている非営業のバー・スペースを立席スペースとして利用。）
- スタンダードXLクラスは追加料金10ユーロで基本運賃との合計額は29ユーロから（当日は69ユーロ）
- 超過手荷物料金は、それぞれ1個あたり、乗車券との同時オンライン購入であれば10ユーロ、手荷物のみオンライン購入で20ユーロ、駅での直前購入で30ユーロとなっている。
- SMSによる運行案内や発着ホーム通知は別途1人2ユーロ。
- ペット同伴時はゲージが55×30×30cm以内であれば、事前予約で15ユーロ、当日は35ユーロ。
- 各国の鉄道パス類は使用不可[5]

### 変更・払戻
- 自己都合による変更・キャンセルでの払戻はない。
- 列車遅延・運休時は返金ではなく次回予約時に利用できる12ヶ月有効のeバウチャーが支給される。
  - 60分以上120分未満の遅延：半額相当額のバウチャー支給
  - 120分以上の遅延：全額相当のバウチャー支給
  - ストライキによる運休：利用可能な後発列車手配か払戻

## 運行区間
パリ北駅 - ブリュッセル南駅間。いずれも既存タリスの発着駅と同一となっている。（フランス国内は上述のとおり在来線を、ベルギーではHSL1経由）
これによりOuigoと違い、駅と市街地のアクセスは既存列車と変わらない利便性を維持している。
上下7往復の列車が設定されるが、いずれも毎日の運行ではなく、1日2-3往復（週16往復）である。

## 車両
3電圧対応編成であるTGVレゾ（編成番号4521・4551）の2編成。白をベースにイージー社の緑・紫のロゴがつき、タリスとは別物である。またOuigoと違いダブルデッカーではなく、全車2等車でもない。
2019年からはユーロスターとして使われていたTGV TMST（クラス373。編成番号3213、3224が）も塗装変更されIZYに投入されている。

## 歴史
- 2016年3月1日 - タリス社が4月3日運行開始と発表。[9]
- 2016年4月3日 - 運行開始。